# Čang Tok-rjong
Čang Tok-rjong (korejsky 장덕룡, anglický přepis: Jang Dok-ryong; * 7. srpna 1953) je bývalý severokorejský zápasník, volnostylař. V roce 1980 na olympijských hrách v Moskvě vybojoval v kategorii do 52 kg páté místo. V roce 1972 na hrách v Mnichově vypadl v kategorii do 48 kg ve třetím kole.